# Giants Stadium
Giants Stadium var et amerikansk arena som er hjemmebane for New York Giants og New York Jets som er amerikanske fodboldhold og den er også hjemmebanen til fodboldholdet Red Bull New York (tidligere Metrostars). Den har en kapacitet på 80,242 tilskuere. Den blev åbnet for første gang i 1976.
29. September 2005, blev det offentliggjort at Giants Stadium må vige pladsen for et nyt stadion til 800 millioner dollars. Det nye stadion – The Meadowlands Stadium – er planlagt til at åbne i 2010. Nedrivningen af Giants stadium begyndte 4. februar 2010. Det bliver svenske Skanska AB der designer og bygger The Meadowlands Stadium.
| Idrætsanlæg | Spire Denne artikel om et idrætsanlæg er en spire som bør udbygges. Du er velkommen til at hjælpe Wikipedia ved at udvide den. |

40°48′44″N 74°4′37″V / 40.81222°N 74.07694°V